# Ombrophytum subterraneum
Ombrophytum subterraneum là một loài thực vật có hoa trong họ Balanophoraceae. Loài này được (Aspl.) B. Hansen mô tả khoa học đầu tiên năm 1980.